# Bitly
Bitly (Eigenschreibweise bitly), auch bit.ly genannt, gehört zu den meistgenutzten Kurz-URL-Diensten. Geschäftsführer des New Yorker Unternehmens bitly, Inc. ist Toby Gabriner.

## Dienstleistungen
Bitly ermöglicht durch HTTP 301-Weiterleitungen das Kürzen langer URLs. Statistiken über die verkürzte URL, zum Beispiel die Aufrufzahlen des Links, sind ebenfalls abrufbar. Nutzer können über eine eigene Domain einen auf bitly basierenden Kurz-URL-Dienst erstellen. Des Weiteren können individuelle QR-Codes und Referenz-Landing-Pages für Social Media erstellt werden. Mittels der API kann bitly auch mit Programmen von Drittanbietern URLs kürzen. Monatlich werden über 256 Millionen URLs gekürzt und QR-Codes erstellt. (Quelle: Bitly Startseite, Stand 21. Dezember 2018)
Seit einem größeren Update am 29. Mai 2012, bei dem ein neues Design umgesetzt wurde, kann der Service auch über eine iOS-App genutzt werden. Seit Juli 2016 gibt es auch eine Android-App.
Im Juni 2019 stellte Bitly auf ein Freemium-Modell um. Die Funktionen für kostenfreie Accounts wurden reduziert, von nun an können pro Monat noch 10 URLs gekürzt bzw. QR-Codes erstellt werden. Zahlende Kunden verfügen, je nach Modell, weitere Funktionen, wie die Benutzung individueller Domains.
Bitly kaufte im Dezember 2021 den QR-Code-Anbieter Egoditor aus Bielefeld.

## Domains
Zur Verkürzung der URLs steht Nutzern im kostenlosen sowie dem günstigsten Bezahl-Modell die Domain bit.ly zur Verfügung. In den höherpreisigen Modellen, können die Benutzer eigene Domains zur URL-Kürzung verwenden. In den DNS-Einträgen der Domain wird hierbei ein CNAME- oder A-Record erstellt, der auf einen Server von Bitly verweist.
Es wurden auch die Domains j.mp und bitly.com für die URL-Verkürzung benutzt, sie werden heute aber nicht mehr unterstützt. Bisherige URLs mit diesen Domains werden jedoch weiterhin auf das zuvor eingestellte Ziel weitergeleitet.
Die Domain j.mp erlangte im März 2011 besondere Aufmerksamkeit, als der damalige Geschäftsführer John Borthwick sie öffentlich als Alternative für einen möglichen Ausfall der Top-Level-Domain .ly während des Bürgerkriegs in Libyen ankündigte. In der Vergangenheit hat die libysche Regierung die Domain eines anderen Kurz-URL-Dienst beschlagnahmt, der Weiterleitungen auf Inhalte erlaubte, die nach islamischer Gesetzgebung nicht erlaubt sind.
Individuelle Domains können so eingestellt werden, dass sie auf eine beliebige Seite umgeleitet werden, wenn nur der Host der Kurz-URL oder eine nicht existente URL-Verkürzung aufgerufen wird. Bei Domains, die das nicht eingestellt haben, erscheint eine Informationsseite von Bitly über diese Dienstleistung. So benutzt Facebook die Kurz-Domain on.fb.me, welche auf facebook.com weiterleitet, während citgo.net, welche von Citgo verwendet wird, auf die Informationsseite von Bitly weiterleitet. bit.ly leitet auf die Startseite von Bitly weiter. Auch j.mp leitete vor seiner Einstellung auf die Startseite weiter, nun wird auch hier die Informationsseite über individuelle Domains aufgerufen.

## Datenschutz
Bitly verweist in der gültigen Datenschutzerklärung auf der eigenen Webseite auf das Datenschutzabkommen EU-US Privacy Shield, welches im Jahr 2020 vom Europäischen Gerichtshof für ungültig erklärt wurde. Entsprechend ist der Einsatz des Dienstes innerhalb der Europäischen Union aus Datenschutzsicht als problematisch zu betrachten.